# Гамелсхаузен
Гамелсхаузен (њем. Gammelshausen) општина је у њемачкој савезној држави Баден-Виртемберг. Једно је од 38 општинских средишта округа Гепинген. Према процјени из 2010. у општини је живјело 1.440 становника. Посједује регионалну шифру (AGS) 8117023.

## Географски и демографски подаци
Гамелсхаузен се налази у савезној држави Баден-Виртемберг у округу Гепинген. Општина се налази на надморској висини од 442 метра. Површина општине износи 3,3 km². У самом мјесту је, према процјени из 2010. године, живјело 1.440 становника. Просјечна густина становништва износи 435 становника/km².

## Међународна сарадња
| Мјесто | Држава     | Врста сарадње | Од    |
| ------ | ---------- | ------------- | ----- |
| Матаро | Шпанија    | контакт       | 1988. |
|        | Швајцарска | партнерство   | 1983. |
| Извор  |            |               |       |